# Acanthocreagris ludiviri
Espèce
Acanthocreagris ludiviri est une espèce de pseudoscorpions de la famille des Neobisiidae.

## Distribution
Cette espèce est endémique de Serbie. Elle se rencontre à Boljevac dans la grotte Pećina Ludi Vir.

## Publication originale
- Ćurčić, 1976 : Acanthocreagris ludiviri (Neobisiidae, Pseudoscorpiones, Arachnida), a new species of false scorpions from Serbia. Glasnik Muzeja Srpske Zemlje, Beograd, sér. B, vol. 31, p. 159-168.